# Kathedrale von Carlisle

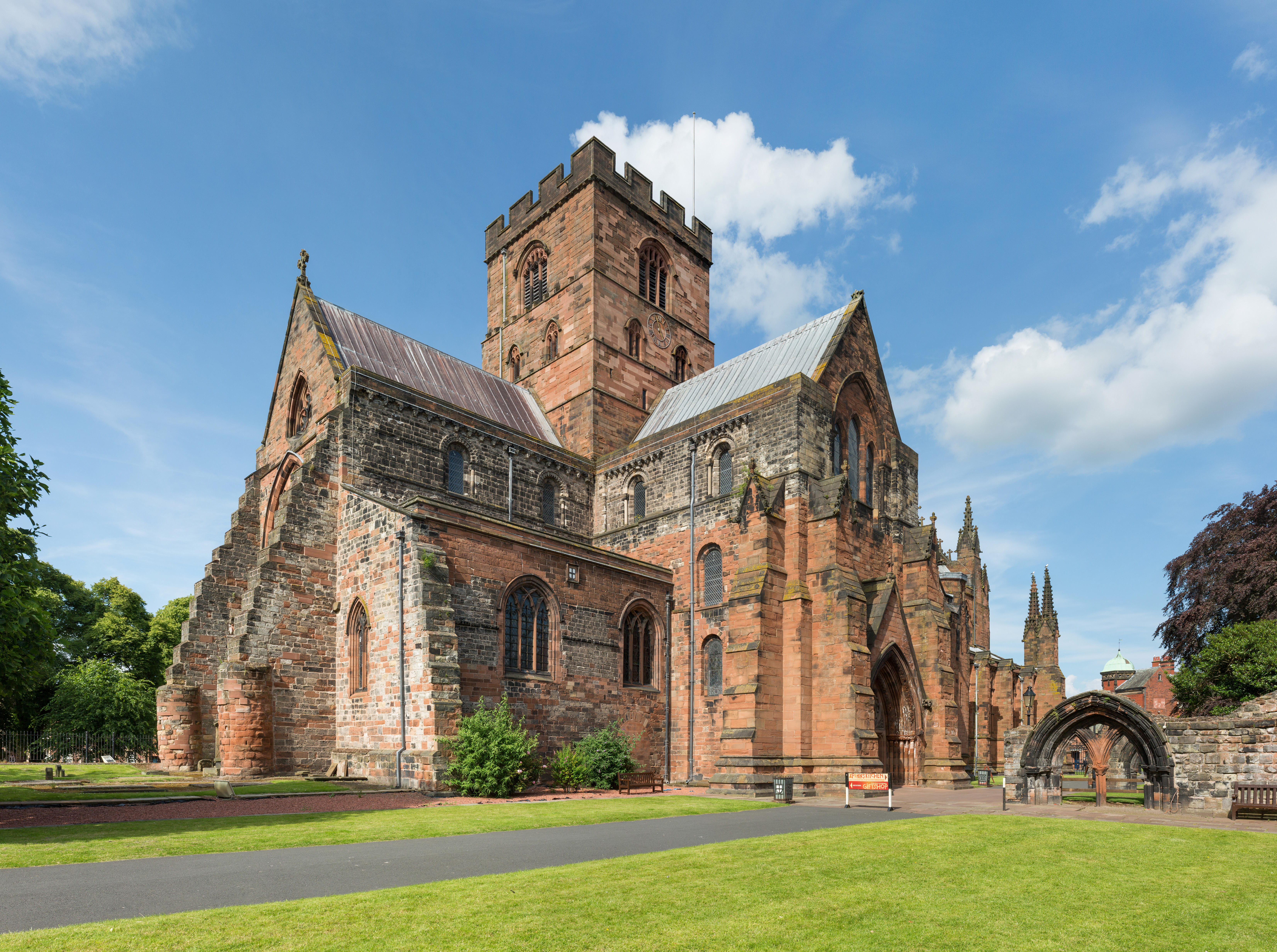
Kathedrale von Carlisle (von Südwesten)

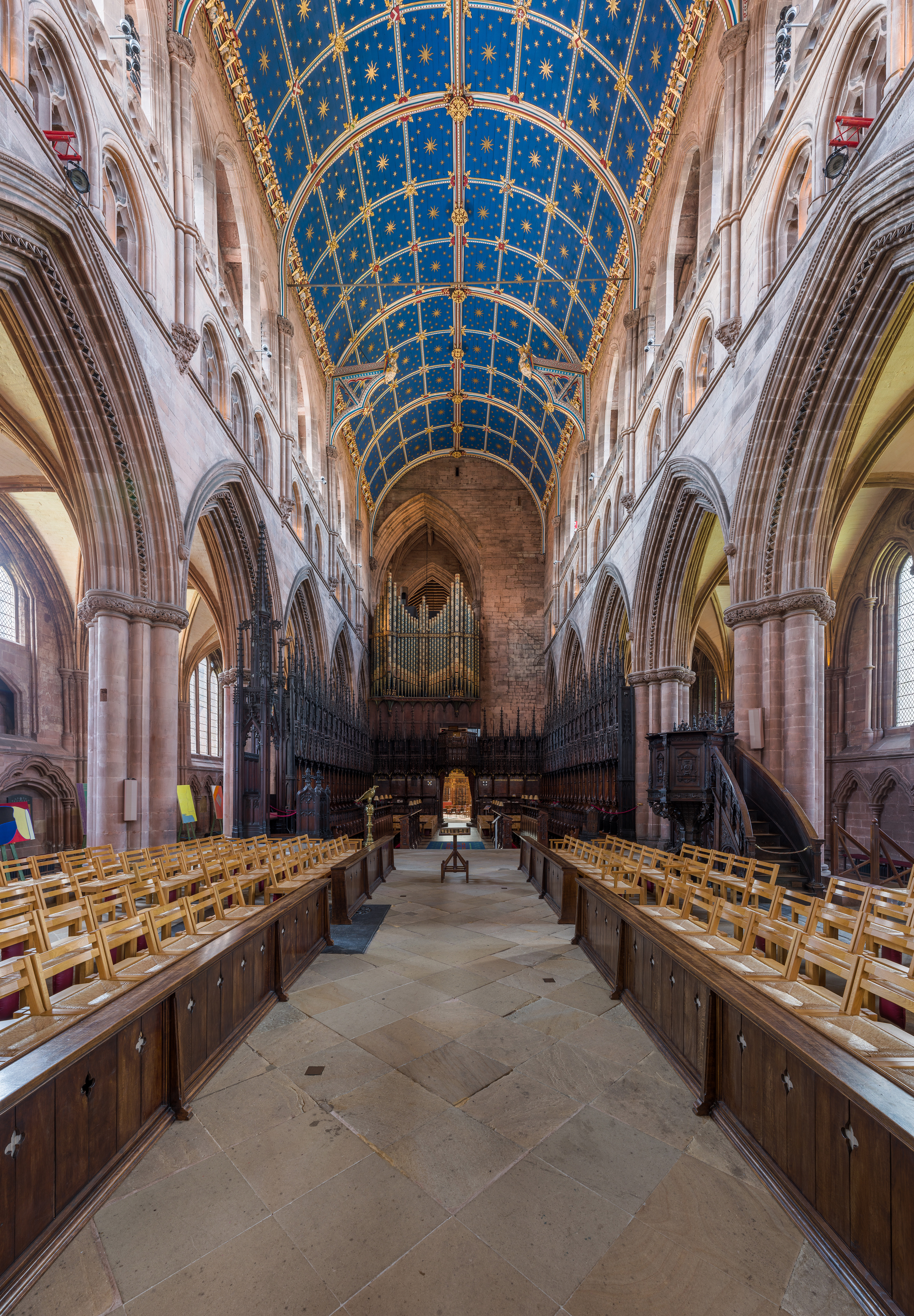
Chorbereich mit sichtbarer Achsverschiebung

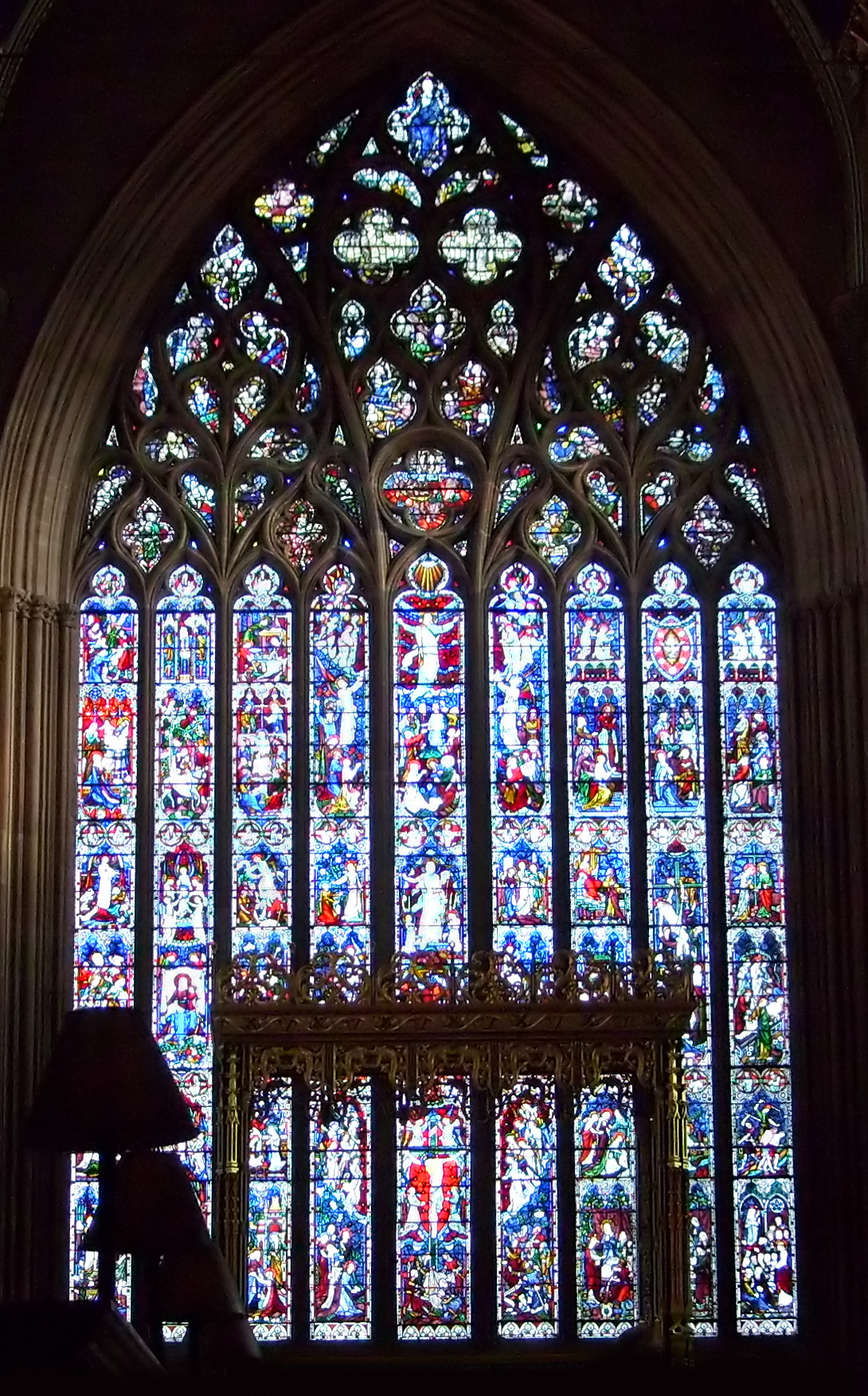
Chorfenster

Die Kathedrale von Carlisle ist eine zu Ehren der heiligen Dreifaltigkeit (englisch Holy Trinity) geweihte Bischofskirche der Church of England in der nordwestenglischen Stadt Carlisle in der Grafschaft Cumbria. Der Kirchenbau ist als Grade-I-Baudenkmal gelistet.

## Lage
Die Stadt Carlisle liegt nur etwa 15 km südlich der Grenze zu Schottland; bis nach Glasgow und Edinburgh sind es jeweils etwa 100 Meilen (= Fahrtstrecke ca. 165 km). Bis ins mittelenglische Industriegebiet um Leeds, Manchester, Sheffield und Liverpool sind es etwa 20 bis 30 Meilen mehr. Die Kathedrale von Carlisle liegt am Westrand der Stadt nahe beim River Caldew in einer Höhe von ca. 30 m.

## Geschichte
Mit dem Bau der heutigen Kirche wurde im Jahr 1122 als Augustiner-Klosterkirche begonnen, doch bereits 11 Jahre später wurde daraus eine Bischofskirche und als solche überstand der im 13. Jahrhundert begonnene ca. 73 m lange und 22 m hohe Neubau die von Heinrich VIII. in den Jahren 1536 bis 1541 vorangetriebene Auflösung der englischen Klöster. In der Zeit des Englischen Bürgerkriegs (1642–1649) wurde jedoch von schottischen Presbyterianern (Covenanters) ein großer Teil des Langhauses mitsamt der Fassade eingerissen um Steine für den Ausbau der örtlichen Burg zu gewinnen. In den Jahren 1853 bis 1870 wurde die Kathedrale restauriert.

## Architektur
Die ehemalige Klosterkirche wurde im anglo-normannischen Stil erbaut, doch ist davon nur wenig erhalten. Im 13. Jahrhundert begann man mit dem Neubau einer dreischiffigen Kirche im gotischen Stil, die auch über ein Querhaus (transept) verfügte; dabei wurde die Achse von Langhaus und Chor um etwa 3 m verschoben, was noch heute sichtbar ist. Ein Brand beschädigte die Kirche im Jahr 1292 und viele Arbeiten mussten neu begonnen werden. Um das Jahr 1350 wurde das 9-bahnige Chorfenster im spätgotischen Decorated Style eingesetzt, welches bis heute eines der größten in ganz England ist. Auch das Holzgewölbe in Langhaus und Chor stammte aus dieser Zeit, doch wurde es im Jahr 1856 durch die heutige Konstruktion ersetzt.

## Ausstattung
Wichtigster Teil der Ausstattung ist das große Chorfenster mit seinem komplizierten Maßwerk im Mittelteil und seiner noch teilweise original erhaltenen Verglasung. Das Chorgestühl (Choir stalls) aus dunklem Eichenholz stammt aus dem 15. Jahrhundert. Die Orgel wurde im Jahr 1856 von Henry Willis eingebaut und 1875 vergrößert; dabei erhielt sie auch die auffallenden 32 Fuß-Prospektpfeifen. In den Jahren 1962 und 1998 erfolgten weitere Restaurierungen. Sie hat jetzt 72 Register auf vier Manualen und Pedal.